# جو سوزوکی
جو سوزوکی (ژاپنی: 鈴木 淳؛ زادهٔ ۱۷ اوت ۱۹۶۱) یک بازیکن فوتبال اهل ژاپن است.
جو سوزوکی در تیم‌هایی همچون باشگاه فوتبال مونتدیو یاماگاتا، باشگاه فوتبال آلبیرکس نیگاتا، اشگاه فوتبال اومیا آردیجا و باشگاه فوتبال جف یونایتد چیبا مربی‌گری کرده‌است.